# Calliscarta lora
Calliscarta lora är en insektsart som beskrevs av Freytag 1988. Calliscarta lora ingår i släktet Calliscarta och familjen dvärgstritar. Inga underarter finns listade i Catalogue of Life.